# Raymarine
Raymarine és un fabricant i proveïdor important d'equips electrònics per a ús marí. L'empresa es dirigeix als mercats recreatius i comercials lleugers 
La marca Raymarine porta més de 80 anys al mercat. Durant aquest temps, la seva gamma de productes ha inclòs equips d'informació visual de navegació. Els seus productes funcionen amb sensors de rendiment que funcionen juntament amb sistemes operatius d'intel·ligència. Raymarine té una xarxa de serveis global que opera en més de 80 països d'arreu del món.

## Història
L'empresa va començar com una divisió de l'empresa nord-americana Raytheon, fabricant de sistemes de defensa, quan va llançar la seva primera sonda d'eco el 1923.
El 1958, Raytheon va poder augmentar la seva oferta de productes i la seva quota de mercat gràcies a l'adquisició d'Apelco.
Degut a les reorganitzacions dels anys 1993 i 1998, es va crear l'actual Raymarine -aleshores encara sota el nom de la casa matriu-.
El gener de 2001, Raymarine es va formar quan la divisió va ser adquirida en una adquisició per la direcció recolzada per la firma d'equitat Hg. El desembre de 2004, la companyia va entrar a cotitzar a la Borsa de Londres quadruplicant la inversió que havia fet Hg.
El 2005, la companyia va participar en la circumnavegació mundial en solitari d'Ellen MacArthur.
La crisi financera mundial del 2007-2008 va colpejar amb força a Raymarine i a la indústria de la nàutica d'esbarjo en general. Al maig de 2010, quan els creditors de Raymarine van forçar la companyia a una fallida administratival'empresa va ser adquirida per FLIR Systems.

## Productes
Raymarine fa uns anys que s'encarrega de la distribució dels seus productes. Això es fa, entre altres maneres, comprant distribuïdors nacionals (com Eissing a Alemanya i SD Marine a França) o obrint les seves pròpies sucursals, les anomenades filials. L'1 de juliol de 2011 es va obrir la sucursal pròpia de Raymarine Nederland (a Velp), després que l'aleshores importador, Holland Nautic Apeldoorn, hagués indicat que volia deixar de distribuir la marca.
Fins a l'any 2005, l'empresa va fabricar la majoria dels seus productes, però després va començar a subcontractar el procés de producció. Un any més tard, l'empresa va declarar haver completat aquesta reorganització. L'empresa se centra en desenvolupament, màrqueting, vendes i servei. amb els seus productes comprenen:
- Traçadors de mapes GPS
- Ràdios VHF
- Sondes digitals / Sonar
- Radar
- Equip de direcció automàtica (Autohelm / Autopilot)
- Televisió per satèl·lit
- Programes de navegació

## SeaTalk
El 1974, Derek Fawcett, un inventor britànic i mariner de llarga trajectòria, va fundar Nautech. Al principi, l'empresa només tenia un producte: sistemes de direcció automàtics per als quals utilitzava la marca Autohelm. A causa del gran èxit d'aquests sistemes, l'empresa va poder oferir una gamma cada cop més àmplia de sistemes. El 1989, Fawcett va crear la xarxa SeaTalk, un protocol de comunicacions digitals que permetia a les unitats Autohelm "parlar" amb altres instruments a bord mitjançant una connexió d'un sol cable (un predecessor dels protocols NMEA 0183 i NMEA 2000 contemporanis). L'any 1990 Raytheon va comprar Nautech, principalment perquè l'empresa nord-americana pogués accedir a l'extensa distribució europea de Nautech i vendre els seus radars al continent europeu.